# Önder Turacı
Önder Turacı (Liegi, 14 luglio 1981) è un ex calciatore belga naturalizzato turco, di ruolo difensore.

## Palmarès

### Club

#### Competizioni nazionali
- Campionato turco: 3

Fenerbahçe: 2004-2005, 2006-2007, 2010-2011
- Supercoppa di Turchia: 2

Fenerbahçe: 2007, 2009